# Nikola IV. Frankopan
Nikola Frankopan v hrvaškem jeziku Nikola IV. Frankopan ( madžarsko Frangepán Miklós; cca.1360 – 26. junij 1432)  je bil hrvaški plemič in ban Hrvaške in Dalmacije od 1426 do 1432.
Začel je kot gospodar večine severne Hrvaške kot senjski in modruški grof, kasneje pa je velik del države pridobil s posojili kralju Sigismundu v skupni vrednosti okoli 46.000 dukatov. Tako je Nikola Frankopan prišel v posest večine Hrvaške, vključno z Bihaćem in Kninom, ostalo pa je bilo v rokah plemiških družin Nelipić in Kurjaković. 
Med obiskom Papeške države je prejel priznanje, da je potomec stare rimske patricijske družine Frangipani, po kateri je prevzel njihovo ime in simbol.
Nikola Frankopan velja tudi za ustanovitelja mesta Crikvenica leta 1412. 

## Življenjepis
Rodil se je okoli leta 1360 kot edini sin  Ivana V. Frankopana in njegove žene Ane, hčerke goriškega grofa Majnharda. Po očetovi smrti leta 1393 je podedoval vsa njegova posestva in jih upravljal skupaj z materjo.  V tem času je bil omenjen kot vojvoda Krka in Modruše ter bil kasneje potrjen kot vojvoda Raba. Svoje gospostvo je razširil z nakupom Ribnika pri mestu Ozalj za 9000 dukatov od plemiča Mikca Prodavića.
V dinastičnem boju za ogrsko-hrvaško kraljestvo je sprva podpiral Ladislava Neapeljskega, od leta 1403 pa je stopil na stran Sigismunda. Dve leti pozneje se je poročil prvič z Dorotejo Gorjansko, ki je bila hči madžarskega Palatina Nikolaja Gorjanskega. Leta 1411 je sklenil pakt z plemičem Ivanišem Nelipićem proti Ladislavu Neapeljskemu. V tem paktu je zaročil svojega najstarejšega sina Ivana VI. Frankopana za Ivaniševo hčer Katarino.
V naslednjem letu je dal pobudo za obnovo cerkve svete Marije v današnji Crikvenici in poleg nje zgradil samostan. Tja je pripeljal člane pavlinskega reda in jim podelil samostan z listino z dne 14. avgusta 1412, ki je najstarejši zapis imena mesta. Samostan je bil središče, ki je povezovalo okoliške vasi in iz katerega je zraslo današnje mesto.
Njegova zemljišča in posestva so bila opustošena med drugo vojno med ogrskim kraljem in Beneško republiko, ki je potekala med letoma 1418 in 1420. Kmalu je prišel v konflikt tudi s Celjskimi grofi, ki so na podlagi dote zavzeli dele Nikolove zemlje. To je bilo na koncu urejeno na dvoru kralja Sigismunda v Budimu . 
Njegove posesti so obsegale otok Krk, okraje Vinodol, Modruš, Senj, Gacko in Liko na Hrvaškem. Imel pa je tudi posesti  okoli mest Cetin, Slunj in Ozalj v Slavoniji, ki jih je leta 1397 kupil od kralja Sigismunda za 17.000 dukatov  Ob njegovem imenovanju za Bana Hrvaške in Dalmacije leta 1426, mu je kralj Sigismund  v zameno za posojilo v višini 28.000 dukatov, zastavil mesta Bihaću na reki Uni, Knin, Lapacgrad, Vrliko, Ostrovico (blizu Bribirja), Skradin, okraja Luk med Zrmanjo in Krko ter okraj Poljice.  Kasneje je to potrdil leta 1431 za drugo posojilo v višini 14.000 dukatov.  S temi dejanji je večina ozemlja Kraljevine Hrvaške in Dalmacije prešla v last Nikole Frankopana, ostala ozemlja pa so bila v posesti plemiških družin Nelipić in Kurjaković.
Leta 1428 je prevzel priimek Frangipani (Frankopan), po katerem so se odslej imenovali vsi njegovi nasledniki. Dve leti pozneje je obiskal Rim, da bi mu papež Martin V. potrdil da je zakoniti potomec stare rimske patricijske družine Frangipane, kar je papež tud storil in potrdil, da izvira iz starodavnega gentis Anici. Takrat je dal Nikolaju v ta namen spremeniti tudi njegov družinski grb.
V Slavoniji je bil ban imel grof Herman Celjski (1423–1435), tast kralja Sigismunda. Herman je bil gospodar velikega dela Slavonije. Močna klana sta se spopadla zaradi družinskih prepirov. Vsak od njih je imel med svojimi močnimi baroni svoje podpornike. Tako sta se oblikovali dve frakciji, pripravljeni začeti krvavi spopad. Tisti, ki so se postavili na stran Celjskih grofov, so si prizadevali razširiti svojo oblast tudi na Hrvaško in izničiti člane družine Frankopanov, da bi prevzeli njihovo zemljo, naslove in premaknili razmerje moči v svojo korist.
Izbruh državljanske vojne je preprečila Sigismundova vrnitev iz tujine. Mir se je še utrdil, ko je Nikola umrl 26. junija 1432. Nekaj govoric je bilo, da so ga umorili nasprotni baroni, zvesti Hermannu II Celjskemu.
Za njim je ostalo devet sinov in hčera. Ustanovitelj te veje družine Frankopanov je hrvaški zgodovini  dal velike velike voditelje in generale. Nikola Frankopan je bil zelo politično spreten. Za svoje otroke je uredil posebne poroke in svoje družinske člane trajno postavil na položaje, da skrbijo za ogromno premoženja, ki ga je pridobil.